# ムミー・トローリ
ムミー・トローリ（ロシア語: Мумий Тролль、英語: Mumiy Troll）は、イリヤ・ラグテンコ（Илья Лагутенко；ラテン文字転写:Ilia Lagutenko、1968年10月16日　- ）によって1984年にロシアのウラジオストクで結成されたロックバンド。 メンバーはラグテンコを含め4人で構成されている。バンド名はトーベ・ヤンソン作のキャラクター、ムーミン・トロールを連想させている。発音は「ムーミイ・トローリ」がロシア語の原音に近いが、NHKをはじめ日本のメディアには主に「ムミー･トローリ」という発音で紹介される（以前はバンドの公式ホームページでも「ムミー・トローリ」という片仮名が表記されていた）。

## 来歴

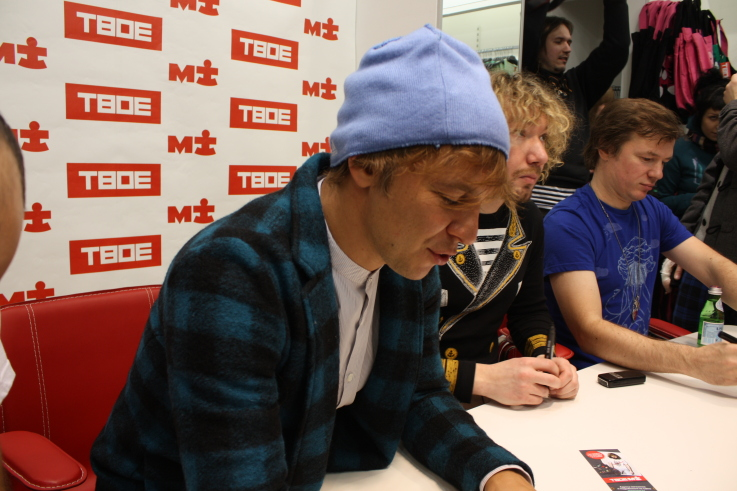

ソ連崩壊末期にガレージバンドとしてデビュー。ソ連当局に「最も危険なバンド」というレッテルを貼られ、幾つかの妨害工作を受けるも、徐々に地元ウラジオストクで人気のミュージシャンとなった。中国語と英語を話すことができるラグテンコがコンサルタント業で中国やイギリスに勤めることになったため、一時期活動は休止となっていたが、彼がロシアに戻るとグループは再結成され、活動を再開。1997年には公式上のファーストアルバム「Morskaya」(Морская)をリリース。
その後シングル「ウラジオストク2000」が大ヒットし、人気はロシア全土に広がる。時期を同じくして日本でもNHKテレビロシア語講座などで紹介されるようになり、1999年、2001年には函館でライブを行った（このライブはNHKでも衛星中継された）。
2001年ユーロビジョン・ソング・コンテストのロシア代表にも選ばれ、コペンハーゲンで行われた本選に出場したが、12位に終わった。
ロシアのロックバンド、ゼムフィーラを発掘したことでも有名。現在ではロシアやロシア語圏以外でも精力的にツアーをこなし、世界的に知名度を確立しつつある。
2005年には、ライブコンサートを収録したDVD、「Pohititeli Knig」 (Похитители Книг)をリリースした。
2016年、VISUAL JAPAN SUMMIT 2016の３日目に出演。
2018年、リーダーであるラグテンコの満50歳を祝う誕生日パーティーが10月16日モスクワで開催されている。
また、当該バンドメンバーにより同名のミュージックバーが2011年にモスクワで開店。このミュージックバーは現在、V-ROX会場のひとつともなっており、町のシンボルとして観光名所にも選ばれている。
2022年、バンドはロシアのウクライナ侵攻を非難し、その結果、ロシアでのすべてのコンサートを当局によってキャンセルした。

## ディスコグラフィー

### アルバム
- Novaja Luna Aprelya (Новая луна апреля, New Moon In April) - インディーズ作品 1985年
- Delay Yu-Yu (Делай Ю-Ю, Do The Yo-Yo) - インディーズ作品 1990年
- Morskaya (Морская) - ファーストアルバム 1997年
- Ikra (Икра, Caviar) - セカンドアルバム(前作の７か月後に発売) 1997
- Shamora - Pravda o Mumiyakh Trollakh (Шамора. Правда о Мумиях и Троллях, Shamora: The Truth About The Mumiy Trolls) - 1998年
- Tochno Rtut' Aloe (Точно Ртуть Алоэ, Just Mercury Of Aloe) - 2000年
- Meamury (Меамуры) - 2002年
- Pohititeli Knig (Похитители Книг, The Book Thieves) - 2005年
- Sliyanie i Pogloschenie (Слияние и Поглощение, Merger And Acquisition) - 2005年
- Amba (Амба) - 2007年
- 8 (Восьмёрка) - 2008年
- Redkiye zemli (Редкие земли, Rare earths) - 2010年
- Vladivostok - 2012年
- SOS matrosu (SOS матросу, SOS to the sailor) - 2013年
- Piratskiye kopii (Пиратские копии, Pirated copies) - 2015年
- Malibu Alibi - 2016年
- VOSTOK X SEVEROZAPAD (ВОСТОК Х СЕВЕРОЗАПАД, EAST X NORTHWEST) - 2018年
- Prizraki Zavtra (Призраки Завтра, Ghosts of Tomorrow) - 2020年
- Posle zla (После зла, After Evil) - 2020年